# Makromolekyl

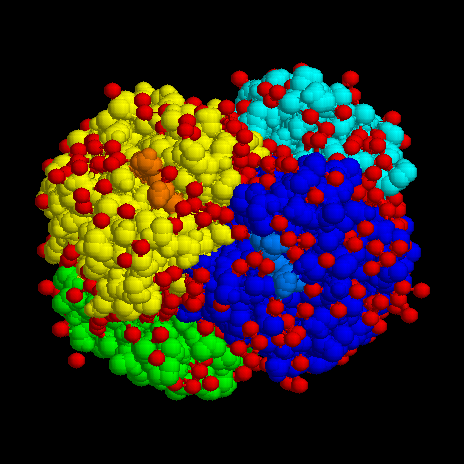
Molekylstruktur av hemoglobin

En makromolekyl är en stor molekyl. Gränsen kan läggas vid 1000 dalton, men molekylmassan kan vara större än 100 000 Da. Ordet används mest för att skilja mellan små molekyler, som vatten och etanol, och de stora molekylerna inom  biokemin, som kan vara tusentals gånger större. Dessa molekyler är vanligtvis uppbyggda av mindre enheter som peptider, socker eller kvävebaser eller kombinationer av dessa.  Enzymer och proteiner uppbyggda av aminosyror. Protein som består till stora delar av socker på grund av glykosylering kallas glykoproteiner eller proteoglykaner. DNA och RNA är makromolekyler av socker och kvävebaser.
Makromolekyler beter sig i lösningar annorlunda än joner eller små molekyler. De är också så stora att de sprider ljus genom Tyndalleffekten, så att lösningen kan se blå ut.